# Jessica Landström
Jessica Landström (urodzona 12 grudnia 1984 w Sztokholmie) jest napastniczką szwedzkiej reprezentacji piłki nożnej kobiet. Obecnie gra dla Sky Blue FC.

## Kariera sportowa
Swoją profesjonalną karierę rozpoczęła w 2001 roku, a w reprezentacji zadebiutowała 8 listopada 2007, gdzie zdobyła również swoją pierwszą bramkę w występach międzynarodowych. W latach 2006–2007 grała również dla drużyny U21/23 swojego kraju. Była napastniczką w Hammarby IF DFF w latach 2005-2007. Kilka tygodni po swoim debiutanckim golu dla reprezentacji Landström zastąpiła odchodzącą Fridę Östberg w drużynie Linköpings FC. Dzięki transferowi zarabiała 6 razy więcej: w Hammarby płacono jej około 500 $ miesięcznie, a w Linköpings ponad 3000 $. Z nową drużyną wygrała zawody w Damallsvenskan. W 2008 roku brała udział w Igrzyskach Olimpijskich w Pekinie, gdzie z reprezentacją Szwecji zajęła 6. miejsce – zagrała w 3 meczach (w tym w ćwierćfinale) i otrzymała 1 żółtą kartkę. Nie strzeliła żadnego gola. 30 listopada 2009 przeniosła się do Sky Blue FC.
W 2008 roku została nagrodzona szwedzką nagrodą piłkarską jako przełomowy gracz roku.

## Życie prywatne
Studiuje mechanikę inżynieryjną w Królewskim Instytucie Technologii w Sztokholmie. Wyoutowała się w listopadzie 2008 w gejowsko-lesbijskim magazynie QX. Ze swoją partnerką Sarą są razem od 2007 roku, w 2009 się zaręczyły.